# Virginio Fuentes Martínez
Virginio Fuentes Martínez (Alacant, 1945) és un polític valencià, governador civil durant els anys de govern de Felipe González Márquez.
Militant del PSPV, després de les eleccions municipals espanyoles de 1979 fou nomenat regidor de Seguretat i Policia Local de l'ajuntament de València. Després que el PSOE guanyés les eleccions generals espanyoles de 1982 fou nomenat governador civil de la província de Pontevedra. Durant el seu mandat es van dur a terme grans operacions contra el contraban de tabac. L'agost de 1986 fou nomenat governador civil d'Alacant en substitució d'Octavio Cabezas Moro, destituït per l'escàndol en la concessió de les loteries. Va ocupar el càrrec fins a juliol de 1989, quan fou nomenat governador civil d'Albacete. Va ocupar el càrrec fins a la victòria de José María Aznar a les eleccions generals espanyoles de 1996.